# 金州曲酒
金州曲酒是金州出产的一种白酒。

## 沿革
源于1884年四川布政使文格调任金州副都统，其私人酿酒师川人杜传有随其到金州后，将祖传酿酒法传于曹烁、王柄权；杜传有去北京后曹烁等人开设了多家酒坊，其中之一为当地邵氏资助下所开的“忠兴福烧锅”。曹烁传艺于其徒宫成材，宫成再材传艺于于桥、林长秀。1946年，朝鲜人于1943年所开酒厂“南满农艺化学株式会社”被售予金州县政府，改成主产苹果酒的“金县酿造第三分厂”于第二次国共内战后，被当局于1949年接收改为“金县酿酒厂”；于桥和林长秀后被调入该厂，四川白酒酿造法也随之传至该厂；二人于1974年研发出了金州曲酒。1996年，曾任原酒厂总工程师的于桥和林长秀之徒吕少龙和同为第五代传人的王淑琴成立私人酒厂，将这一式微的传统名酒恢复，现产品主要为金州原曲、金州大曲、和老酒坊系列，均为以高粱为原料酿成的浓香型白酒。

## 槐城酒
槐城酒是瓦房店出产的一种白酒，为当地2015年成立的民企酿酒厂所产。槐城酒虽为新兴的地方酒种，但其渊源却有130余年，和金州曲酒同源，均为十九世纪末大连成立的“忠兴福烧锅”。原生产金州曲酒的国营酒厂1990年代因市场和体制等问题破产停产后，其酿造技艺的第四代传人、原酒厂退休酒师林长秀收徒夏福东，后者遂开设民企酒厂，以所学传统技艺酿出了槐城酒，因不具有“金州”商标和名称而以“槐城”命名；其产品除槐城大曲和忠兴福系列浓香型白酒外，还有黄酒和保健药酒。